# Agnes Samaria
Agnes Maryna Samaria (ur. 11 sierpnia 1972 w Otjiwarongo) – namibijska lekkoatletka specjalizująca się w biegach na średnich dystansach. Dwukrotna olimpijka.
W roku 2002 zdobyła brązowy medal na igrzyskach Wspólnoty Narodów. W tym samym roku zdobyła srebro na mistrzostwach Afryki, w której to imprezie sześć lat później zdobyła jeszcze dwa brązowe medale w biegu 800 i 1500 metrów. W 2007 zdobyła srebrny i brązowy medal na igrzyskach afrykańskich. Także w 2007 była siódma podczas mistrzostw świata w Osace w biegu na 1500 metrów.
Dwukrotnie reprezentowała swój kraj na Igrzyskach olimpijskich, w 2004 w Atenach i w 2008 w Pekinie.
Jest ambasadorem dobrej woli UNICEF.
Rekordzistka Namibii w biegach na 800, 1000, 1500 metrów oraz na milę tak w hali, jak i na stadionie.